# Hydrablabes praefrontalis
Hydrablabes praefrontalis är en ormart som beskrevs av Mocquard 1890. Hydrablabes praefrontalis ingår i släktet Hydrablabes och familjen snokar. IUCN kategoriserar arten globalt som otillräckligt studerad. Inga underarter finns listade i Catalogue of Life.
Arten hittades omkring 1890 vid berget Kinabalu i Malaysia. Fyndplatsen ligger 1200 meter över havet. I området växer främst skog. Nyare fynd är inte dokumenterade.